# Левин, Андрей Александрович
Андре́й Алекса́ндрович Ле́вин (род. 11 мая 1982, Ивано-Франковск, Украинская ССР, СССР) — российский продюсер; член совета директоров, управляющий директор и продюсер Comedy Club Production.

## Биография
В 2002 году с отличием окончил Российскую экономическую академию имени Г. В. Плеханова, став бакалавром экономики, а в 2004 году получил красный диплом магистра финансов.
Во время обучения играл в сборной команде КВН Плехановского университета.
С 2003 по 2008 год работал в компаниях «PWC», «Марс», «Ситроникс» (АФК «Система»).
С 2008 по 2011 год занимал пост генерального директора компании 7 ART, создавшей телесериалы «Универ», «Интерны».
C 2011 года, после слияния компаний 7 ART и Comedy Club Production, является продюсером компании Comedy Club Production.
С 2015 по 2018 год был генеральным директором Comedy Club Production.
С 2019 года — управляющий директор Comedy Club Production.
В 2021 году вошёл в совет директоров Comedy Club Production.
В 2022 году основал совместно с Вячеславом Дусмухаметовым продакшн-компанию "Norm Production".
Под руководством Андрея проекты Comedy Club Production вышли за рамки ТВ. Было проведено 8 фестивалей Comedy Club в Юрмале, Сочи, Казани, 2 мероприятия прошли в рамках «Формулы-1», а также Stand Up Fest SPB 2K19. В структуре компании был создан цифровой отдел, запущены спецпроекты #ComedyGames и #ComedyБар, а также выпущено две игры для мобильных устройств «Бородач» и «ХБ. Борщ».

### Семья
Разведён, имеет двойняшек: дочь Варвару и сына Бориса, родившихся 22 мая 2012 года.

## Награды
- 2016 — премия «ТЭФИ 2016» в номинации «Телевизионная многосерийная комедия/ситком» за сериал «Интерны».
- 2017 — вошёл в двадцатку лидеров в категории «Медиабизнес» рейтинга «ТОП-1000 российских менеджеров» (категория «ТОП-250 Высшие руководители»), составленного Ассоциацией менеджеров России и издательским домом «Коммерсантъ»[16].
- 2017 — премия «ТЭФИ 2017» в номинации «Юмористическая программа/шоу» за проект Comedy Club.
- 2018 — премия «ТЭФИ 2018» в номинации «Развлекательная программа» за проект «Танцы».

## Творческие достижения

### Программы

#### Продюсер
- 2013—2018 — «ХБ» (ТНТ, ТНТ-Premier)
- 2013 — Stand Up (ТНТ)
- 2014—2021 — «Танцы» (ТНТ)
- 2014 — «Однажды в России» (ТНТ)
- 2014—2018 — «Не спать!» (ТНТ)
- 2015 — Comedy Club (с 11 сезона) (ТНТ)
- 2015—2022 — «Comedy Баттл» (6-12 сезоны) (ТНТ)
- 2015 — «Где логика?» (ТНТ)
- 2016 — «Импровизация» (ТНТ)
- 2017 — «Студия Союз» (ТНТ)
- 2018—2020 — «Большой завтрак» (ТНТ)
- 2020 — «Ты как я» (ТНТ)
- 2020 — «Секрет» (ТНТ)
- 2020 — Talk (ТНТ)
- 2020 — «Импровизация. Команды» (ТНТ)
- 2020—2021 — «Двое на миллион» (ТНТ)
- 2021 — «Музыкальная интуиция» (ТНТ)
- 2021 — «Новые танцы» (ТНТ)

#### Исполнительный продюсер
- 2014—2021 — «Однажды в России» (ТНТ)
- 2014—2020 — Comedy Woman (7-9 сезоны) (ТНТ)
- 2014 — «Вот такое утро» (ТНТ)
- 2017 — «Открытый микрофон» (ТНТ)
- 2017—2018 — «Деньги или позор» (ТНТ4)
- 2017—2020 — Love is (ТНТ, Premier)
- 2018—2019 — «Песни» (ТНТ)
- 2018 — «Комик в городе» (ТНТ)
- 2018 — «Знания и эмоции» («ТВ-3»)
- 2018 — «Замуж за Бузову» (ТНТ)
- 2018 — «Мартиросян Official» (ТНТ)
- 2018—2019 — «Всё, кроме обычного» («ТВ-3»)
- 2018—2021 — «Прожарка» (ТНТ4)
- 2019 — «22 комика» (ТНТ4)
- 2019 — «План Б» (ТНТ)
- 2020 — «Женский стендап» (ТНТ)
- 2020—2021 — «Новое утро» (ТНТ)
- 2020 — «Закрытый мир» (Premier)
- 2020 — «Нам надо серьёзно поговорить» (ТНТ)
- 2020—2021 — «Бой с Гёрлс» («Пятница!»)
- 2021—2022 — «Холостяк» (8—9 сезоны) (ТНТ)
- 2021 — «Шоу большой страны» («Россия-1»)[17]
- 2021 — «Игра» (ТНТ)

### Сериалы

#### Продюсер
- 2006—2009 — Наша Russia (ТНТ)
- 2009—2011 — «Универ» (3-5 сезоны) (ТНТ)
- 2013 — «СашаТаня» (ТНТ)
- 2013 — «Неzлоб» (ТНТ)
- 2020 — «Гусар» (ТНТ)
- 2021 — «Девушки с Макаровым» (ТНТ)
- 2021 — «Жуки» (2 сезон) (ТНТ)
- 2021 — «Света с того света» (2 сезон) (ТНТ)
- 2021 — «#Яжотец» (ТНТ)

#### Исполнительный продюсер
- 2010—2016 — «Интерны» (ТНТ)
- 2014—2018 — «Универ. Новая общага» (2-3 сезоны) (ТНТ)
- 2015 — «Озабоченные, или Любовь зла» (ТНТ)
- 2018 — «Домашний арест» (ТНТ-Premier)
- 2016 — «Бородач. Понять и простить» (ТНТ)
- 2018 — «Света с того света» (1 сезон) (ТНТ)
- 2018 — «Год культуры» (ТНТ-Premier)
- 2019 — «Жуки» (1 сезон) (ТНТ)
- 2019 — «Триада» (ТНТ)
- 2019—2021 — «Две девицы на мели» («Пятница!»)

### Фильмы

#### Продюсер
- 2018 — «Zомбоящик»

#### Исполнительный продюсер
- 2019 — «Эдуард Суровый. Слёзы Брайтона» (ТНТ)